# Break the Records: By You & For You
Break the Records: By You & For You (estilizado como Break the Records -by you & for you-) é o quarto álbum de estúdio da boy band KAT-TUN e foi lançado no Japão em 29 de abril de 2009 pela J-One Records. O álbum foi lançado em duas edições: uma versão em edição limitada com um livreto de fotos com 36 páginas e uma edição regular com uma bonus track, "Moon".

## Faixas
CD: "Break the Records: By You & For You"
| N.º | Título              | Duração |  |
| 1.  | "Don't U Ever Stop" |         |  |
| 2.  | "Sadistic Love"     |         |  |
| 3.  | "Rescue"            |         |  |
| 4.  | "Water Dance"       |         |  |
| 5.  | "One Drop"          |         |  |
| 6.  | "White World"       |         |  |
| 7.  | "Care"              |         |  |
| 8.  | "1582"              |         |  |
| 9.  | "Pierrot"           |         |  |
| 10. | "Hana no Mau Machi" |         |  |
| 11. | "Wind"              |         |  |
| 12. | "Kimi Michi"        |         |  |
| 13. | "Shunkanshūtō"      |         |  |
| 14. | "White X'mas"       |         |  |
| 15. | "Neiro"             |         |  |
| 16. | "Moon"              |         |  |

## Recepção
| Críticas profissionais | Críticas profissionais |
| Avaliações da crítica  | Avaliações da crítica  |
| Fonte                  | Avaliação              |
| ---------------------- | ---------------------- |
| Allmusic               | [ 3 ]                  |

Adam Greenburg da Allmusic deu ao álbum três das cinco estrelas, afirmando que "este [álbum] provavelmente não é o melhor álbum de KAT-TUN por qualquer comparação, mas ele mostra uma série de ganhos incrementais na capacidade de composição e sobre os esforços anteriores. A energia e emoção capturado pela banda em alguns outros lançamentos não pode estar sempre presente, mas na Break the Records KAT-TUN no entanto, tomou uma série de passos na direção certa para ser uma banda mais madura."

## Certificações e posições nas rankings
| Ranking (2010)                  | Melhor posição |
| ------------------------------- | -------------- |
| Japan Oricon Weekly Album Chart | 1              |
| Japan Oricon Yearly Album Chart | 27             |

| País  | Fornecedor | Vendas  | Certificações |
| ----- | ---------- | ------- | ------------- |
| Japan | RIAJ       | 243,305 | —             |